# クレヨンしんちゃん 新婚旅行ハリケーン 〜失われたひろし〜
『クレヨンしんちゃん 新婚旅行ハリケーン 〜失われたひろし〜』（クレヨンしんちゃん しんこんりょこうハリケーン うしなわれたひろし）は、2019年4月19日に公開の日本のアニメーション映画で、クレヨンしんちゃん劇場映画27作目である。テレビ朝日開局60周年記念作品。また、今作は平成最後の劇場公開作品となる。

## 概要

### ストーリー案
劇場版としては初の「野原一家の新婚旅行」をテーマにしており、オーストラリアを舞台に物語が展開して行く。映画シリーズ初、2年連続で外国が舞台になっている。
今作のテーマが新婚旅行であることから野原一家の内のみさえとひろしがメインとなっている 。また、第15作『嵐を呼ぶ 歌うケツだけ爆弾!』（2007年）以来12年ぶりの三つ巴の対決となっている。
カスカベ防衛隊が物語に関与していない作品は『嵐を呼ぶアッパレ戦国大合戦』（2002年）以来17年ぶりである。
劇場版では珍しく、作中の春日部の季節が冬（オーストラリアでは南半球のため夏）に設定されている。また、本作からはオープニングで表記されていたスタッフがエンディングにもクレジットされるようになる。

### スタッフ
本作の監督を務める橋本昌和は第21作『クレヨンしんちゃん バカうまっ!B級グルメサバイバル!!』（2013年）から通算4作目の監督作品となる。歴代の本郷みつる、原恵一に次ぐ監督数となった。
脚本は前作の『クレヨンしんちゃん 爆盛!カンフーボーイズ〜拉麺大乱〜』（2018年）に引き続きうえのきみこが担当。また、『ドラえもん (2005年のテレビアニメ)』のテレビシリーズのシリーズ構成を長らく務めていた水野宗徳も共同で担当する。水野は本作が『クレヨンしんちゃん』シリーズ初登板である。
作画面ではキャラクターデザインを末吉裕一郎と共同で務めた三原三千夫が美術コンセプトデザインも兼任している。

### ゲスト声優
2019年1月21日に、インディ・ジュンコ役に木南晴夏が起用され、本人役として小島よしお、ぺこ、りゅうちぇるがそれぞれ出演する事が決定。ぺことりゅうちぇるは本作で声優初挑戦、小島は『クレヨンしんちゃん ちょー嵐を呼ぶ 金矛の勇者』以来11年ぶりの出演となる。
この他、大塚芳忠・銀河万丈・大塚明夫・渡辺久美子といった歴代の映画作品に出演経験のある声優が多く起用されている。

### 主題歌
2019年2月6日にシンガーソングライターのあいみょんの「ハルノヒ」が起用されることが発表され、同時に2月8日放送分のテレビシリーズよりエンディング主題歌として起用された。

### 関連企画・その他
本作以降のしんのすけ役は、前作『爆盛!カンフーボーイズ〜拉麺大乱〜』まで担当していた矢島晶子に代わり、2018年7月より2代目を引き継いだ小林由美子が初めて担当する。
公開を記念して、過去にひろしとみさえをメインとしたエピソードを収録した「クレヨンしんちゃん きっとベスト☆冒険！ひろし＆みさえ」が2019年4月5日にバンダイビジュアルより発売された。
本作以降はエンドロール後に翌年の映画の予告が流れるようになり、本作ではぶりぶりざえもんがしんのすけと共に登場するおまけ映像が流れ、2019年8月30日に次作のタイトルが『激突! ラクガキングダムとほぼ四人の勇者』である事が発表された。
また本映画の予告編では「野原家初のオーストラリア」と謳っているが、実際は原作やテレビアニメでオーストラリアに旅行に行ったことがある。
興行収入は20.8億円と、『クレヨンしんちゃん 爆睡!ユメミーワールド大突撃』以来3年振りとなる20億超えとなった。

## あらすじ
新婚旅行に行ってない事に今更気づいたみさえとひろしは、みさえが見つけてきたオーストラリアにあるグレートババァブリーフ島の家族同伴の激安新婚旅行ツアーにしんのすけ達と一緒に旅行に参加する。
しかし、そこで野原一家を待ち受けていたのは予想だにもしない危険な冒険だった。

## 本作のキャラクター

### トレジャーハンター
インディ・ジュンコ
美人のトレジャーハンター。気が強く、態度と口が悪いが、おだてに弱く、作中では二度しんのすけのおだてに乗っていた。また、不幸体質があり、毎回悲惨な目に遭っているため、名前を教えるまではしんのすけから「運の悪いおねえさん」と呼ばれていた（本人は「その名で呼ぶな」と突っ込んだ）。高い身体能力としんのすけも魅了するほどの抜群のプロポーションを持つ。ブーメランを武器にしており、他にも水陸両用のホバー（本人曰く「5年ローン」）を乗り回したり、動物の鳴き真似が得意だったりと多彩であり、また情報や翻訳などはスマホを使用している（後にオオカブトに壊される）。序盤で仮面族から宝を盗むも、しんのすけに振り回された末に無くしてしまう。その後、再び宝を手にするため仮面族が連れ去ったひろしに狙いを付け、その過程でひろしを取り戻そうとする野原一家から協力を求められ、最初は拒否したものの、結局手を貸してほしいという形で了承し、野原一家と行動を共にする事となり、また型破りなしんのすけのせいでより不幸体質が悪化する。当初は投げ遣りな態度を見せ、特にみさえと反目し合っていたが、行動するうちに徐々に打ち解けていき、終盤では野原一家に完全に協力する姿勢を見せた。その後はちゃっかり目当ての宝を手にしており、またみさえに頼まれてデジタルカメラで野原一家を撮影した。
グレートピッケル
「トレジャーハンター界の帝王」の異名を持つ男性。大量のピッケルを武器にしており、主に飛び道具と接近戦に使用している。また、インディ・ジュンコとは面識があり、彼女の不幸体質を嫌っている。ひろしを捕まえようと追いかけ、仮面族の前に立ちはだかるも、オオカブトに敵わず敗北した。
ブルドーザージョニー
ブルドーザーを乗り回す破天荒且つ豪快な性格の男性。爆弾を使う。ひろしを捕まえようと追いかけるも、しんのすけのおふざけに付き合わされた挙句、爆弾の爆発に巻き込まれた。終盤で再び現れ、宝を強奪しようとするも、機嫌が悪くなった姫に襲われてしまい、恐ろしさの余り逃げ出した。
イケメン
自撮りが趣味のナルシストトレジャーハンター。相手を簡単に騙すなど卑劣な性格をしている（その行動は、みさえと最初は自身にメロメロだったひまわりを憤慨させた）一方で、窮地に陥ると弱気になるなどメンタルが弱い一面を持っている。また、巨大なドローン型の乗り物を操縦する。野原一家に協力すると嘘をつき、油断している間に持ち物を横取りして逃げ去った。その後は仮面族によって地下に落とされた野原一家と再会し、電池が無くなった乗り物を充電できると知るなり再び野原一家を騙そうとしたが、一度騙したため通用するはずなく野原一家の手で縛られてしまう。その後、後で助けてもらうという約束で一時的に乗り物を野原一家に貸し、ED映像にてその後ひろしとジュンコに救出されたことが示された。自撮り写真が野原家のフォトアルバムに飾られている。
ライダース
バイクに乗るトレジャーハンターのグループ。ひろしを捕まえようと追いかけるも、取り逃がしてしまう。
ホバクラ
ホバークラフトを使うトレジャーハンター。ひろしを捕まえようと追いかけるも、取り逃がしてしまう。
怪力
クレーン付きのバギーに乗る怪力自慢のトレジャーハンター。ひろしを捕まえようと追いかけるも、取り逃がしてしまう。
カモフラ
木に擬態するトレジャーハンター。ローラージェットで空を飛び回る。ひろしを捕まえようと追いかけ、一度は捕まえることに成功したものの、直後にオオカブトに邪魔されて逃がしてしまう。

### 仮面族
グレートババァブリーフ島にある立ち入り禁止区域に昔から住んでいる部族。階級によって仮面が異なる。長年、姫に花婿（生け贄）を捧げ、褒美として姫から宝を得ている。
長
ひろしをさらった仮面族のリーダー格で、本作の悪役。ひろしに「姫かわいい」、「楽に生きられる」、「働かなくて済む」と嘘をついて言い聞かせようとするなど宝を手にする為なら手段を選ばない。部下達を引き連れ、お宝を手に入れるためにひろしを姫の花婿として捧げようと画策する。終盤で宝を手にする事に成功し、欲張って姫にもっと宝を出すように要求するが、機嫌が悪くなった姫によって海まで吹き飛ばされてしまい、最終的には海で彷徨っていたところを泳いで去っていく姫の頭に乗せられたまま退散する事となった。
オオカブト
カブトムシの仮面を被った筋肉質の男。長の側近のような存在。腕っぷしが強く、作中では終始インディ・ジュンコたちを始めとしたトレジャーハンターや野原一家を圧倒していた。終盤で機嫌が悪くなった姫に呆気無く踏み潰された。
上級・中級・下級・美女
仮面族の手下たち。上級はワニ、中級はカモノハシ、下級と美女は草の仮面を被っている。戦闘では弓矢を使用する。
ぴろし
ひろしに化けた影武者。命名はしんのすけ。野原一家を引き付ける役割を担い、オオカブトと協力して野原一家とインディ・ジュンコを閉じ込めた。
姫
仮面族の姫。正体は巨大なメスのコアラである。インディ・ジュンコから「クイーンコアラ」と呼ばれた。特定の人間の足の匂いを好み、金環日食にのみその足の匂いに興奮して宝である糞（エメラルド）を排出する。ブルドーザージョニーの介入により機嫌が悪くなり、暴れ回るが、最終的にはしんのすけの説得を聞き入れて海を泳ぎながら去って行った。

### キャストと同名のキャラクター
ぺこ & りゅうちぇる
野原一家と同じ新婚旅行ツアーに参加した新婚カップル。
小島よしお
花婿候補の一人。普通に観光旅行に来たところを仮面族に捕まり、候補から外された後は用済みとなって海へと投げ飛ばされたが、その際自作のギャグを披露した。
あいみょん
オーストラリアの街で路上ライブをしていた女性。本編のミュージカルシーンでは、ひろしにマリーゴールドの花を手渡された。

### ツアー案内役
カオー・コスギ
野原一家が参加する新婚旅行ツアーの進行を担当する案内役。

## キャスト
- 野原しんのすけ - 小林由美子
- 野原みさえ - ならはしみき
- 野原ひろし - 森川智之
- 野原ひまわり - こおろぎさとみ
- シロ / 風間トオル - 真柴摩利
- 桜田ネネ - 林玉緒
- 佐藤マサオ - 一龍斎貞友
- ボーちゃん - 佐藤智恵
- 長 - 大塚芳忠[6]
- グレートピッケル - 銀河万丈[6]
- ブルドーザージョニー - 大塚明夫[6]
- イケメン - 島﨑信長[6]
- ライダース - 高瀬右光
- ホバクラ - 木村雅史
- 怪力 - 後藤光祐
- カモフラ - 佐野康之
- 姫 - 悠木碧[6]
- オオカブト - 楠見尚己
- ぴろし - 宮田幸季
- カオー・コスギ - 渡辺久美子[6]
- 仮面族 - 五島慎、利根健太朗、吉城よしき、岩端卓也、伊原正明、石井隆之、佐伯匠、山下創也、函館ロビン侑希、内田秀、久保田ひかり
- 翻訳アプリ音声 - 設楽麻美
- 人魚 - 希山明里
- ドローンアナウンス - 二階堂結友
- 小島よしお - 小島よしお（本人役）
- ぺこ - ぺこ（本人役）
- りゅうちぇる - りゅうちぇる（本人役）
- インディ・ジュンコ - 木南晴夏
- 射的屋店員 - Jeff Gedert

## スタッフ
- 原作 - 臼井儀人（らくだ社）
- 脚本 - うえのきみこ、水野宗徳
- 絵コンテ - 橋本昌和、髙橋渉、三原三千夫、久野遥子、鈴木大司
- 演出 - 太田知章、鈴木大司、三原三千夫
- 作画監督 - 針金屋英郎、原勝徳、大森孝敏、末吉裕一郎
- キャラクターデザイン - 三原三千夫、末吉裕一郎
- 動画検査 - 小原健二
- 色彩設計 - 今泉ひろみ
- 色彩設計補佐 - 渡邊絵梨、松谷早苗、堀越智子、戸部弥生、蝦名佳代子
- 美術監督 - 皆谷透
- 美術コンセプトデザイン - 三原三千夫
- 美術担当 - 三原伸明
- 撮影監督 - 梅田俊之
- CGI - つつみのりゆき、飯塚智香
- デジタルワークス - 飯塚智香
- 音響監督 - 大熊昭
- 音響効果 - Fizz Sound Creation 松田昭彦
- 音楽 - 荒川敏行、松尾早人
- ねんどアニメ - 石田卓也
- 編集 - 三宅圭貴
- 制作デスク - 加賀山悠
- 制作事務 - 平山友紀
- テレビアニメーションプロデューサー - 中世古裕美、馬渕吉喜
- アソシエイトプロデューサー - 嶋根惇、三宅里枝
- プロデュース協力 - 吉田有希
- プロデューサー - 山﨑智史、村上弓、鶴崎りか、鈴木健介
- 監督 - 橋本昌和
- 制作 - シンエイ動画、テレビ朝日、ADK、双葉社
- 配給 - 東宝

## 主題歌
- オープニングテーマ「マスカット」（セーニャ・アンド・カンパニー）
  - 作詞・作曲 - 北川悠仁 /　編曲 - TeddyLoid / 歌 - ゆず
- エンディングテーマ「ハルノヒ」（ワーナーミュージック・ジャパン/unBORDE）[7]
  - 作詞・作曲・歌 - あいみょん / 編曲 - 立崎優介、田中ユウスケ
- 劇中歌「HELLO」（1995年）[11]
  - 作詞・作曲・原曲歌 - 福山雅治 / 歌 - 野原ひろし（森川智之）
- 劇中歌「Everything」（2000年）[11]
  - 作詞・原曲歌 - MISIA / 作曲 - 松本俊明 / 歌 - 野原みさえ（ならはしみき）
- 劇中歌「アクション仮面の唄」
  - 作詞 - 本郷満、浅田有理 / 作曲 - 荒川敏行 / 歌 - のはらしんのすけ(小林由美子)

## 映像ソフト化
2019年11月8日に、バンダイビジュアルよりBDとDVDが発売された。

## テレビ放送
次作『クレヨンしんちゃん 激突! ラクガキングダムとほぼ四人の勇者』の公開を記念する形で、2020年9月12日午後6時56分よりテレビ用に地上波初放送された。本作の放送をもって映画クレヨンしんちゃんのゴールデンタイムの放送は途絶えることとなり、「謎メキ!花の天カス学園」以降は「スペシャルサンデー」枠で放送することとなる。
2018年に放送された『クレヨンしんちゃん 襲来!!宇宙人シリリ』以来2年ぶりに本編ノーカットでオープニングとエンディングも放送されたが、エンディングは簡易的なエンドロールで曲の一部のみ流した。なお、シンエイ動画、ADK、双葉社は制作協力で、テレビ朝日は自社制作（制作著作方式）となっている。